# 嵜島昇喜郎
嵜島 昇喜郎　（さきじま しょうきろう）は、漫画『BADBOYS グレアー』に登場する架空の人物である。

## 略歴

### 廣島連合結成以前
松尾安三と嵜島昇子の間に生まれる。幼い頃から、母親の愛情を全く受けられずに育ち、子供の頃は、父である松尾の素性を知る由もなかった。荒んだ環境と周囲の忌み嫌うような視線の中で、昇喜郎の行動も危険性を帯びていく。昇喜郎は泥棒をしながらの生活を送っていたとき、ヤクザの立花らに出会い、広島、神戸、大阪、福岡へ連れ回される。彼らの狙いは、昇喜郎の父である松尾の血の力を利用しようと考えてのことだった。
　大阪で、昇喜郎は大友勝将と出会う。最初は嫌悪していた昇喜郎だが、勝将の自分勝手というべき強引さによって、昇喜郎についてきてしまう。立花らが坂上組のヤクザ・関に殺されるという場面に出くわす。昇喜郎は関を殺害し、勝将も組員に暴行を働く。その後二人は、二年間一緒に逃避行することになる。

## 誕生の経緯
両親に当たる松尾と昇子は通常の恋愛関係にあった訳ではなく、昇喜郎は当時の恋人から松尾に売られた昇子が松尾に何度もレイプされた結果誕生した子供である。故に昇子は妊娠が判明した際半狂乱で中絶を求めた（このシーンは本作中屈指の痛々しい描写がなされている）。しかし、施術開始直前に昇子の脳裏にはレイプされ続けていた時の記憶がフラッシュバック、錯乱状態に陥り手術台から降りてしまう。結局中絶は行われず、昇喜郎が誕生した。

## 人物
凶悪な一面がクローズアップされるが、ブルー・ビアードに輪姦されている女を助け匿う、捨て猫を拾う等心優しい一面をうかがわせる場面がある。また、過去に虐待と言って差し支えない目に合わされていたにもかかわらず、昇子を「母さん」と呼び、やがて彼女が精神病院に入院してからも見舞いに行き、優しい口調で何度も話し掛ける・好物を差し入れるといった労わる行動を取っている。

## 昇喜郎が殺害した人物
昇子とセックスした男
　包丁で刺殺する。
関　（大阪のヤクザ）
　持っていたナイフで、殺害する。
木田原　（元・初代極羅神）
　いきなり包丁でめった刺しして、重傷を負わせる。木田原は、病院に運ばれたのち、死亡。
田坂　（元・九代目陴威窠斗）
　腕を噛みちぎったのち、ルームライトの破片で惨殺する。
中原　（元・九代目陴威窠斗）
　ハサミで足を刺してから、ルームライトで殴殺する。